# Astragalus golestanicus
Astragalus golestanicus är en ärtväxtart som beskrevs av Maassoumi och Dieter Podlech. Astragalus golestanicus ingår i släktet vedlar, och familjen ärtväxter. Inga underarter finns listade i Catalogue of Life.